# Андерсон, Мэри (актриса театра)
Мэри Андерсон (англ. Mary Anderson; 28 июля 1859, Сакраменто, Калифорния, США — 25 мая 1940, Бродвей, Вустершир, Англия) — американская театральная актриса. Как актриса немого кино выступала под псевдонимом Мэри Наварро (англ. Mary Navarro).

## Биография
Мэри Андерсон была дочерью Карла Генри Андерсона, и его жены Антонии, которая была лишена наследства родителями католиками, которые не простили ей брака и бегства в Калифорнию.
Вскоре после рождения Марии, супруги переехали в Луисвилл (штат Кентукки), где её отец поступил в армию Конфедеративных Штатов Америки в составе которой сражался во время Гражданской войны в США. В бою, близ города Мобил (штат Алабама), Карл погиб. Юной Мэри Андерсон тогда едва исполнилось три года.
Мэри посещала школу при монастыре святой Урсулы и католическую женскую гимназию. Помимо своего интереса к чтению Уильяма Шекспира, она не проявляет особого усердия в учёбе. В возрасте четырнадцати лет, её отчим, помог ей взять уроки актёрского мастерства в Нью-Йорке.
В 1875 году в театре Маколей в Луисвилле состоялся дебют Мэри Андерсон на театральной сцене. Во время благотворительного представления она сыграла Джульетту в опере «Ромео и Джульетта» по мотивам одноимённого произведения Шекспира. Её выступление очень понравилось театральному продюсеру Барни Маколею и это выступление стало «счастливым билетом» Мэри.
В 1877 году она стала играть роль леди Макбет в театре в Вашингтоне. С этой постановкой театр отправился в большое шестинедельное турне по Соединённым Штатам, кульминацией которого стало выступление на Пятой авеню в Нью-Йорке. Отзывы критиков о её игре были далеко не однозначными, но каждый из них, сыграл свою роль в росте популярности актрисы.
Оксфордский словарь Национальной Биографии отмечает Мэри Андерсон, как актрису «большой внешней красоты» (не случайно её образ часто использовали в рекламе) одарённую «ясным, выразительным голосом». Ей практически вторит и энциклопедия Британника.
Мнения критиков разделились на тех, кто видел её выступление в качестве мощного двигателя театра, и тех, кто считал её заурядной и ограниченной в выражении чувств (якобы из-за отсутствия практики). Мэри Андерсон очень близко к сердцу принимала нелестные отзывы, что, в совокупности с напряжённым графиком выступлений, даже привело к нервному срыву из-за которого актриса некоторое время вообще прекратила выступления. Однако, после начала Первой мировой войны она вернулась на сцену, собирая своими спектаклями деньги для нужд армии.